# 翁莱
翁莱（法語：Onlay，法語發音：[ɔ̃lɛ]）是法国涅夫勒省的一个市镇，属于希农堡（城）区。

## 地理
翁莱（46°57'56"N, 3°53'47"E）面积19.54 平方千米，位于法国勃艮第-弗朗什-孔泰大區涅夫勒省，该省份为法国中部省份，北至约讷省，西北接卢瓦雷省，西接谢尔省，南至阿列省，东南接索恩-卢瓦尔省，东临科多尔省。
与翁莱接壤的市镇（或旧市镇、城区）包括：圣莱热德富日雷、穆兰昂日尔贝、普雷波尔谢、维拉普松。

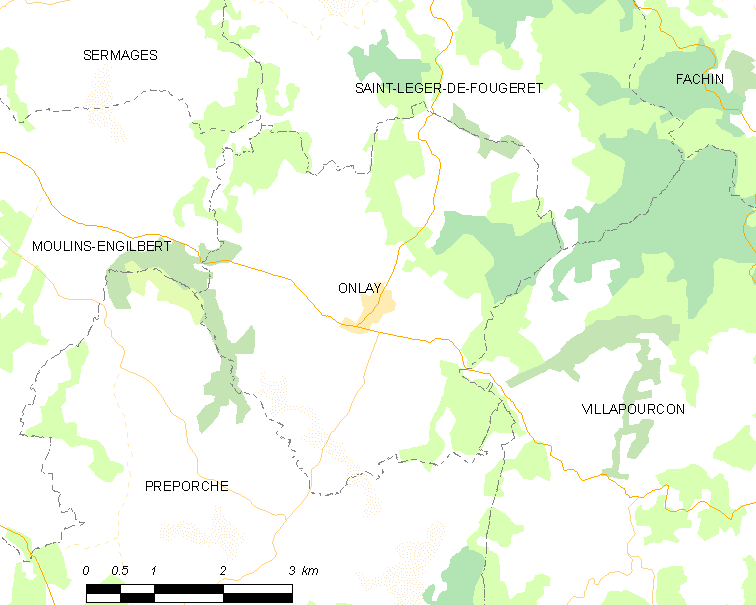
翁莱的OSM定位图

翁莱的时区为UTC+01:00、UTC+02:00（夏令时）。

## 行政
翁莱的邮政编码为58370，INSEE市镇编码为58199。

## 政治
翁莱所属的省级选区为希农堡县。

## 人口

1962-2008年间翁莱人口变化图示

翁莱于2022年1月1日时的人口数量为162人。